# Lakšárska Nová Ves
Lakšárska Nová Ves és un poble i municipi d'Eslovàquia que es troba a la regió de Trnava, a l'oest del país.

## Història
La primera menció escrita de la vila es remunta al 1296.

## Demografia
| Godina             | 1994 | 2004   | 2014   | 2024   |
| ------------------ | ---- | ------ | ------ | ------ |
| Nombre de persones | 996  | 1025   | 1077   | 1099   |
| Diferència         |      | +2,91% | +5,07% | +2,04% |

| Godina             | 2023 | 2024   |
| ------------------ | ---- | ------ |
| Nombre de persones | 1103 | 1099   |
| Diferència         |      | −0,36% |